# Futurum infinitiv
Futurum infinitiv är en infinit verbform som uttrycker futurum med infinitiv. Den kan såväl vara aktiv som passiv. Futurum infinitiv förekommer i exempelvis latin. I svenskan finns det ingen egen futurum infinitiv-form, utan motsvarade konstruktioner bildas ofta av hjälpverbet skola, exempelvis att skola bära (aktivum) och att skola bäras (passivum).